# 吉田啓
吉田 啓（よしだ あきら、1970年11月13日 - ）は、大阪府出身の元サッカー選手、サッカー指導者。

## 来歴
天理大学を卒業後の1993年から1994年まで京都パープルサンガ（現：京都サンガF.C.）に在籍。1995年に教育研究社FCに移籍。関西サッカーリーグでは1996年から1999年まで4年連続でベスト11に選出され、1997年度は最優秀選手に選出された。2000年にチームは日本フットボールリーグに昇格、FC KYOKEN 京都やFC京都BAMB1993へ名称が変更した際にも在籍し、2004年をもって現役を引退した。
また、1999年からは並行して指導者の道に進み、2004年からは京都府サッカー協会の育成強化コーチや京都サンガのU-12スペシャルクラスコーチなどに就任。2006年に日本サッカー協会公認A級ジェネラルコーチライセンスを取得。2010年からアミティエSC（現：おこしやす京都AC）のコーチ、2011年から同チームの監督に就任した。
2015年よりアミティエベトナムのトップチーム監督に就任。2018年2月からミャンマーアカデミー（パテイン）監督に就任した。

## 所属クラブ
- 大阪府立高槻南高等学校
- 天理大学
- 1993年 - 1994年 京都パープルサンガ（現：京都サンガF.C.）
- 1995年 - 2004年 教育研究社FC/FC KYOKEN 京都/FC京都BAMB1993

## 個人成績
| 国内大会個人成績 | 国内大会個人成績           | 国内大会個人成績 | 国内大会個人成績 | 国内大会個人成績                       | 国内大会個人成績 | 国内大会個人成績  | 国内大会個人成績  | 国内大会個人成績 | 国内大会個人成績 | 国内大会個人成績 | 国内大会個人成績 |
| 年度             | クラブ                     | 背番号           | リーグ           | リーグ戦                               | リーグ戦         | リーグ杯          | リーグ杯          | オープン杯       | オープン杯       | 期間通算         | 期間通算         |
| 年度             | クラブ                     | 背番号           | リーグ           | 出場                                   | 得点             | 出場              | 得点              | 出場             | 得点             | 出場             | 得点             |
| 日本             | 日本                       | 日本             | 日本             | リーグ戦                               | リーグ戦         | リーグ杯          | リーグ杯          | 天皇杯           | 天皇杯           | 期間通算         | 期間通算         |
| ---------------- | -------------------------- | ---------------- | ---------------- | -------------------------------------- | ---------------- | ----------------- | ----------------- | ---------------- | ---------------- | ---------------- | ---------------- |
| 1993             | 京都                       |                  | 旧JFL            |                                        |                  | -                 | -                 |                  |                  |                  |                  |
| 1994             | 京都                       |                  | 旧JFL            |                                        |                  | -                 | -                 |                  |                  |                  |                  |
| 1995             | 教育研究社 /KYOKEN/ FC京都 |                  | 京都府2部        |                                        |                  | -                 | -                 | -                | -                |                  |                  |
| 1996             | 教育研究社 /KYOKEN/ FC京都 |                  | 京都府1部        |                                        |                  | -                 | -                 | -                | -                |                  |                  |
| 1996             | 教育研究社 /KYOKEN/ FC京都 |                  | 関西             |                                        |                  | -                 | -                 | -                | -                |                  |                  |
| 1997             | 教育研究社 /KYOKEN/ FC京都 |                  | 関西             |                                        |                  | -                 | -                 |                  |                  |                  |                  |
| 1998             | 教育研究社 /KYOKEN/ FC京都 |                  | 関西             |                                        |                  | -                 | -                 |                  |                  |                  |                  |
| 1999             | 教育研究社 /KYOKEN/ FC京都 | 15               | 関西             |                                        |                  | -                 | -                 | -                | -                |                  |                  |
| 2000             | 教育研究社 /KYOKEN/ FC京都 | 15               | JFL              | 22                                     | 0                | -                 | -                 |                  |                  |                  |                  |
| 2001             | 教育研究社 /KYOKEN/ FC京都 | 15               | JFL              | 19                                     | 1                | -                 | -                 | -                | -                |                  |                  |
| 2002             | 教育研究社 /KYOKEN/ FC京都 | 15               | JFL              | 13                                     | 0                | -                 | -                 | -                | -                |                  |                  |
| 2003             | 教育研究社 /KYOKEN/ FC京都 | 15               | JFL              | 27                                     | 0                | -                 | -                 | -                | -                |                  |                  |
| 2004             | 教育研究社 /KYOKEN/ FC京都 | 15               | 関西             |                                        |                  | -                 | -                 | -                | -                |                  |                  |
| 通算             | 日本                       | 日本             | 旧JFL            | \|\|\|\|colspan="2"\|-\|\|\|\|\|\|\|\| |                  |                   |                   |                  |                  |                  |                  |
| 通算             | 日本                       | 日本             | JFL              | 81                                     | 1                | -\|\|\|\|\|\|\|\| | -\|\|\|\|\|\|\|\| |                  |                  |                  |                  |
| 通算             | 日本                       | 日本             | 関西1部          | \|\|\|\|colspan="2"\|-\|\|\|\|\|\|\|\| |                  |                   |                   |                  |                  |                  |                  |
| 通算             | 日本                       | 日本             | 京都府1部        | \|\|\|\|colspan="2"\|-\|\|\|\|\|\|\|\| |                  |                   |                   |                  |                  |                  |                  |
| 総通算           | 総通算                     | 総通算           | 総通算           | \|\|\|\|\|\|\|\|\|\|\|\|\|\|           |                  |                   |                   |                  |                  |                  |                  |

## 指導歴
- 1999年-2000年	京都市立伏見工業高等学校サッカー部 コーチ
- 2001年-2003年	東山高校サッカー部 コーチ
- 2004年-2010年	
  - 京都府サッカー協会専属育成強化コーチ
  - 京都府トレセン統括責任者
  - 47FAユースダイレクター
  - 47FAインストラクター
  - U-14ナショナルトレセン 関西スタッフ
  - U-16/14関西トレセン 京都府責任者
  - 第63回国民体育大会京都府少年男子 監督
  - 第64回国民体育大会京都府少年男子 監督
  - 第65回国民体育大会京都府少年男子 監督
  - 第66回国民体育大会京都府少年男子 コーチ
  - 京都サンガF.C.U-12スペシャルクラス コーチ
  - 京都サンガスクール コーチ
- 2006年 - 2009年　FC京都BAMB1993コーチ
- 2010年	アミティエSC（現：おこしやす京都AC） コーチ
- 2011年 - 2013年5月　アミティエSC監督
- 2015年 - アミティエ ベトナム トップチーム 監督兼アミティエベトナムアカデミー責任者
- 2018年2月 - ミャンマーアカデミー（パテイン）監督

## タイトル
- 関西サッカーリーグ 最優秀選手賞（MVP）（1997年）[3]
- 関西サッカーリーグ ベスト11（1997年、1998年、1999年）[3]

## 参照
1. ↑  “表彰記録”. 関西サッカーリーグ. 2018年4月14日閲覧。
2. ↑  『JFA公認指導者の海外派遣』（プレスリリース）日本サッカー協会。2018年4月14日閲覧。
3. 1 2  “第31回（1996年）～39回（2004年）”.   関西サッカーリーグ. 2018年12月13日閲覧。